# Saint-Germain-des-Prés (Loiret)
Saint-Germain-des-Prés is een gemeente in het Franse departement Loiret (regio Centre-Val de Loire). De plaats maakt deel uit van het arrondissement Montargis. Saint-Germain-des-Prés telde op 1 januari 2022 1.864 inwoners.

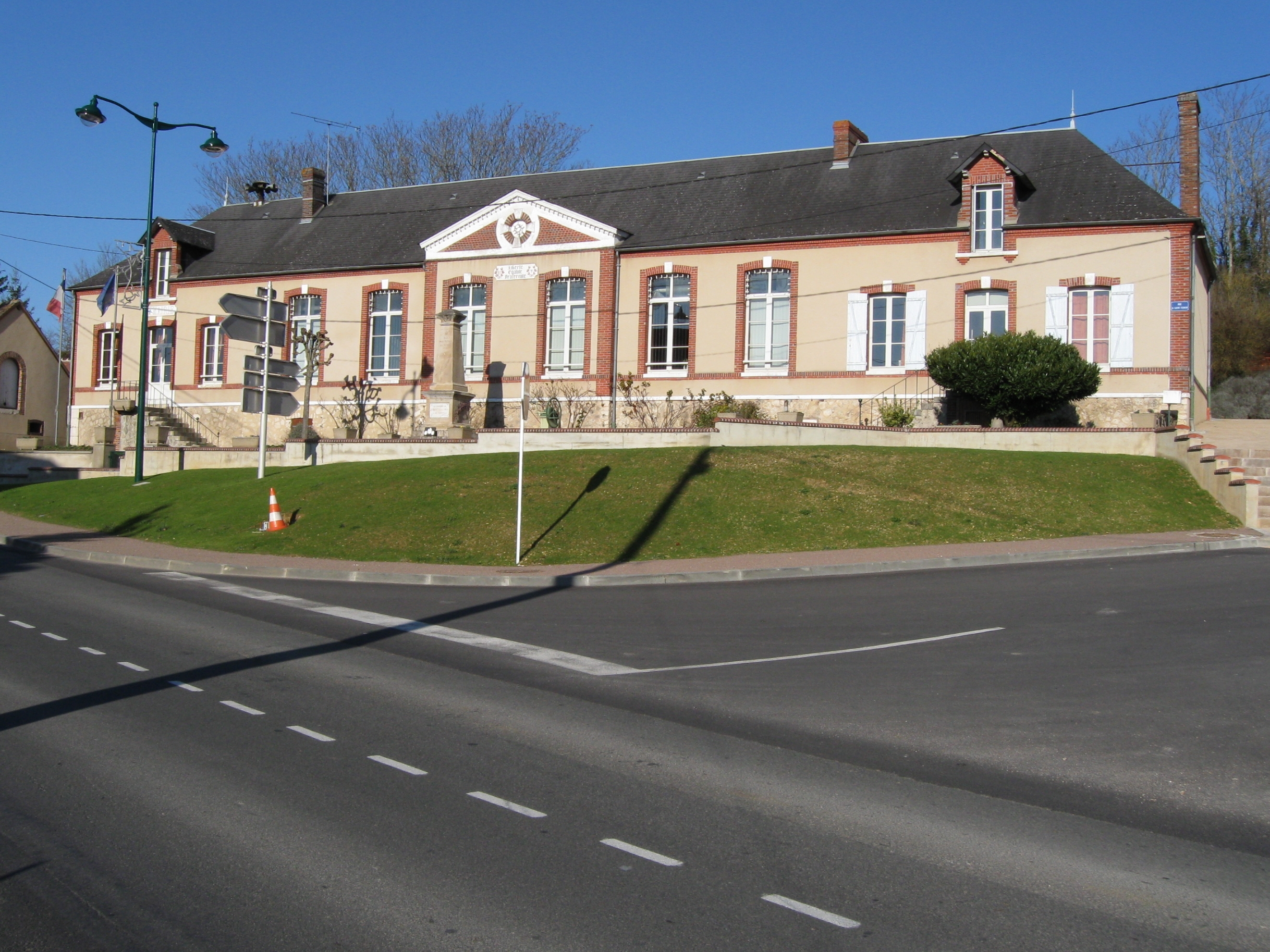
Gemeentehuis
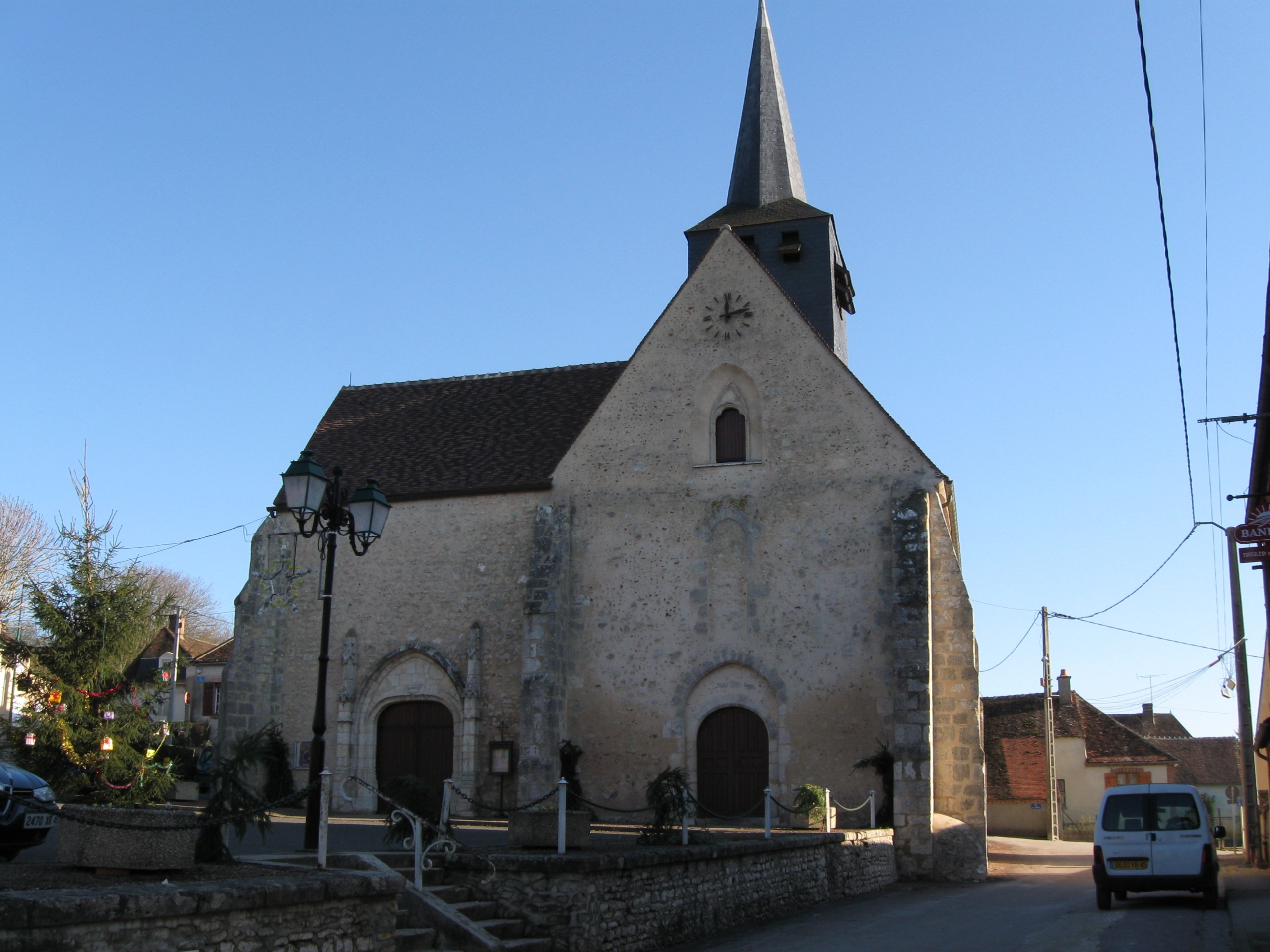
Kerk van Saint-Germain-des-Prés
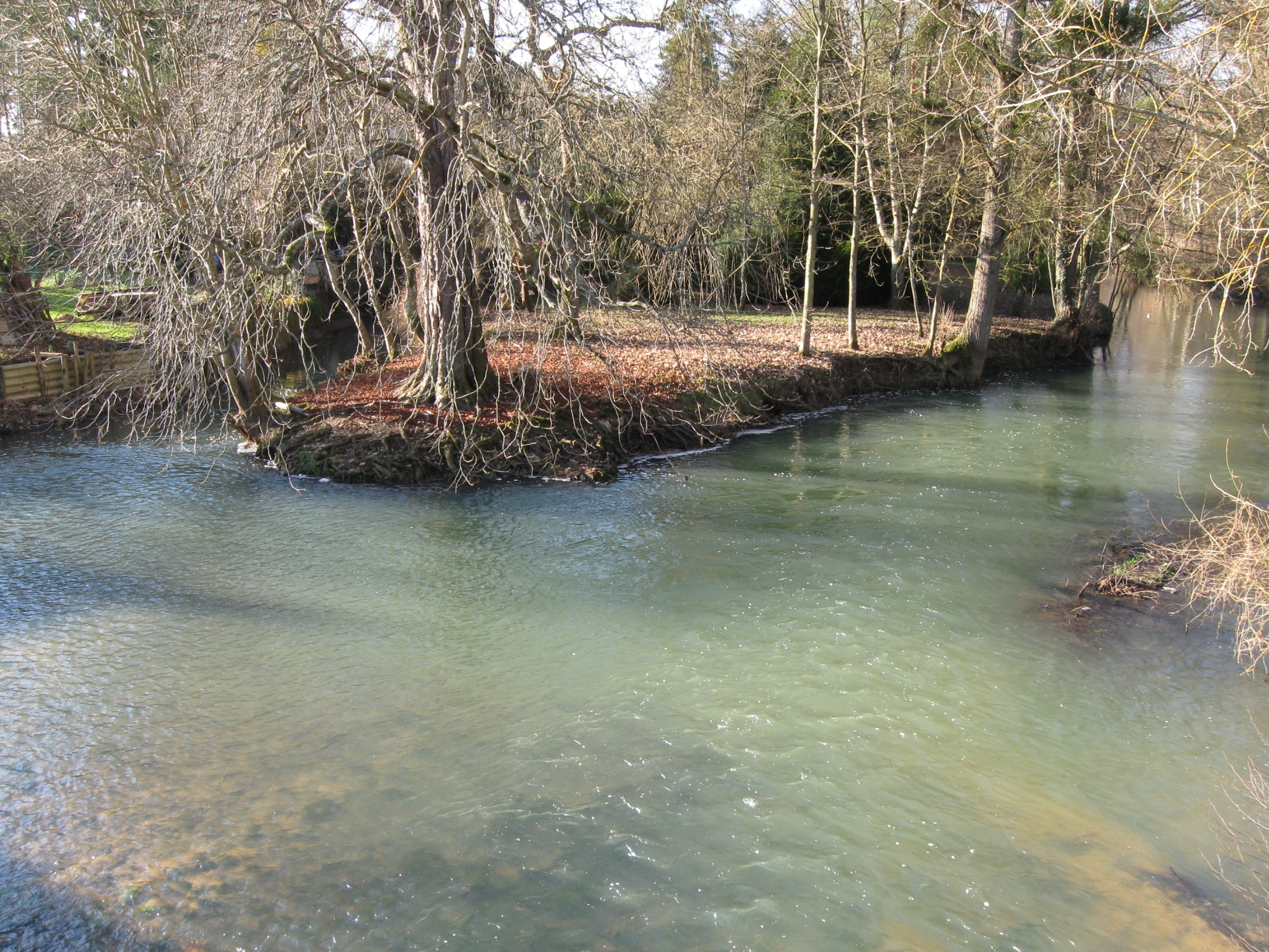
Natuur in Saint-Germain-des-Prés

## Geografie
De oppervlakte van Saint-Germain-des-Prés bedroeg op 1 januari 2022 26,18 vierkante kilometer; de bevolkingsdichtheid was toen 71,2 inwoners per km².

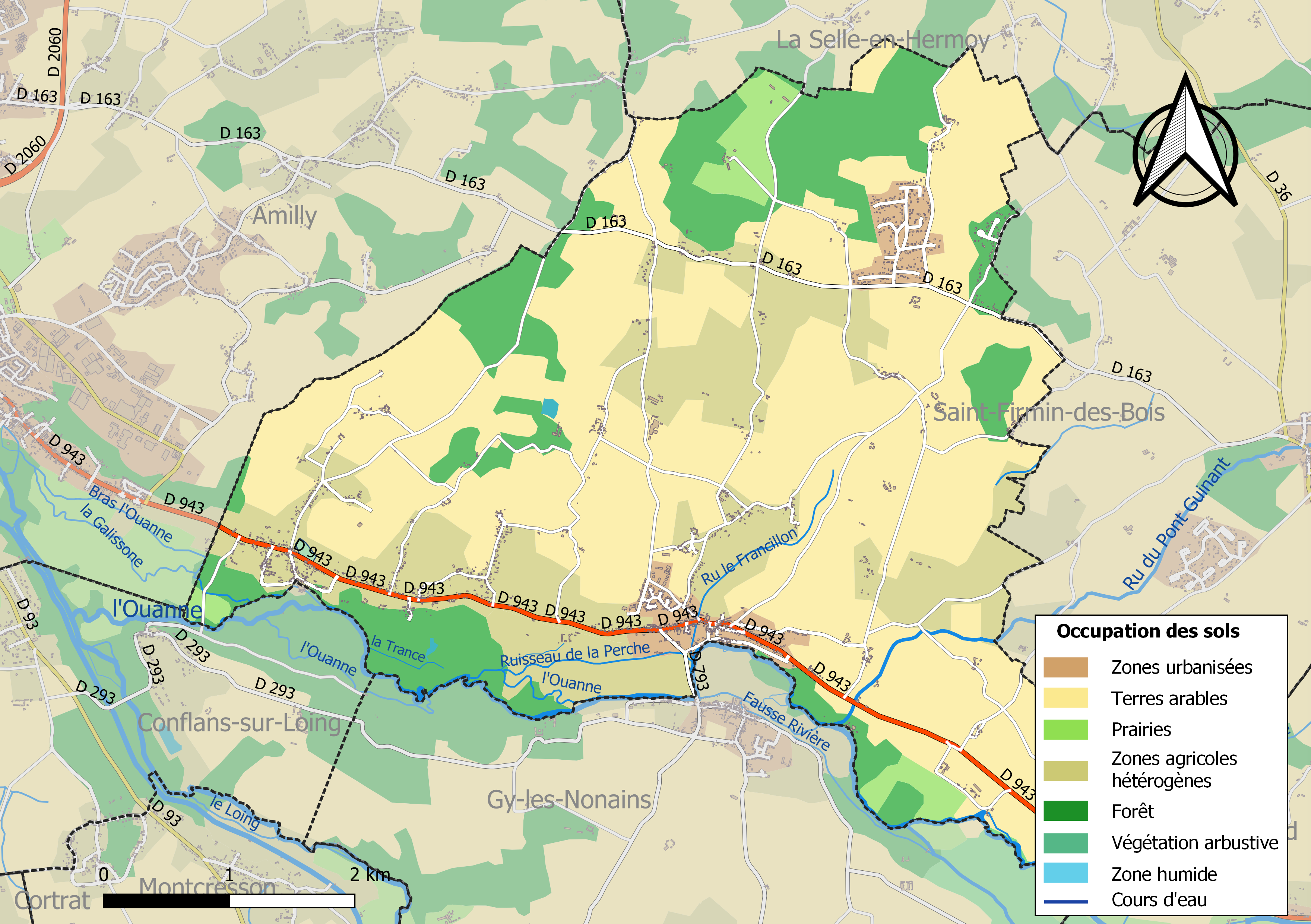
Kaart van de gemeente met de belangrijkste infrastructuur, bodemgebruik en omliggende gemeenten

## Demografie
Onderstaande figuur toont het verloop van het inwonertal (bron: INSEE-tellingen).